# Moscow Grooves Institute
Moscow Grooves Institute — российский электронный музыкальный проект.

## История
Был создан в 1995 году московскими музыкантами Аркадием Мартыненко («Мегаполис», «Тепло Земли», EJECT PROJECT) и Борисом Назаровым. В течение последующих двух лет коллектив ищет свой звук и стиль. Вместе с группой «Министерство психоделики» MGI играет электронные концерты на независимой экспериментальной радиостанции «Субстанция». На основе этих лайвов был записан первый студийный альбом «Surround Wednesday». В 1997 году он выходит на независимом лейбле Citadel records.
В том же году MGI начинает активную концертную деятельность. За свою 14-летнюю историю группа побывала на гастролях в Монако, Франции, Румынии, Польше, Литве, Латвии, Украине, Германии, Японии. MGI — участник таких международных музыкальных фестивалей, как MIDEM, Popkomm, Kazantip, Subtropique, Grimaldi Forum, Nu Jazz, Nokia LAB, In Станция и т. д.
В конце 1998 года к MGI присоединяется Сергей Беляев (Ровный), с которым был записан второй альбом проекта «Pizza». Основой диска стал фанк с элементами драм-н-бейса и этнического трип-хопа. Принять участие в работе над альбомом Moscow Grooves Institute пригласили Сергея Клевенского и музыкантов группы «Детский панадол».
В 2000 году Moscow Grooves Institute выпускает альбом «Commercial», а также снимает 4 видеоклипа на треки «Stereophonique», «Voyage», «2 professors», «Dancing». Позднее были сняты 2 видео в составе проекта OLF (Ольга Рождественская & Moscow Grooves Institute) — «Хризантемы» (2001) и «На Заре» (2003). Клипы MGI ротируются на каналах MTV Россия, Муз-ТВ, Music box, A one, o2Tv, а также на музыкальных каналах Украины и Белоруссии. В 2001 году MGI совместно с группой Мумий Тролль записывает ранее не издававшуюся песню Виктора Цоя «Малыш», которая продержалась на 1-м месте радио «Максимум» несколько месяцев.
В июне 2002 года выходит новый альбом MGI — «Tangibility». Виниловые синглы с этого релиза издаются на лейблах Netlmage Foundation в Англии и MPLS. Ltd в США.
В апреле 2006 года выходит пятый студийный альбом Moscow Grooves Institute — «Les etoiles sont plus proches avec les yeux fermes», материал для которого музыканты начали собирать ещё в 2003 году. В записи альбома принимают участие Ольга Рождественская, украсившая своим бэк-вокалом несколько композиций альбома, участник немецкой группы N.O.H.A MC Chevy, рэпом которого MGI разнообразили своё электронное звучание, а также давний друг MGI Дарья Родчер, участвовавшая в концертной деятельности проекта с 2000 по 2003 год.
Трижды за последние годы группа становилась финалистом международного конкурса электронной музыки Qwartz Electronic Music Awards. Треки MGI используются западными звукозаписывающими компаниями (Pork recordings, George V, Les Maquis, Pschent, Petrol records и др.) при составлении музкомпиляций.
Аркадий Мартыненко и Борис Назаров — авторы ремиксов на композиции t.a.t.u, Vitas, Mummy Troll, Enrique Iglesias & Alsou, а также музыки к кинофильмам «Родные и близкие» (2007), «Танцуй, не останавливайся» (2007) режиссёра Е. Лавреньева и рекламным роликам Wrigley: Аэроволны Ананас; Wrigley: Orbit Арбуз (креатив — BBDO Moscow); Procter&Gamble: Head&Shoulders (креатив — Saatchi&Saatchi Russia).
В 2007 году Citadel records переиздает в multicolor version дебютный альбом MGI «Surround Wednesday», частично переаранжированный и пересведённый (звукорежиссёр Софья Кругликова) в течение 2004—2005 годов.
С лета 2008 года проект выступает в новом составе: Борис Назаров (вокал, семплеры, грув боксы), Юрий Шульгин (бас гитара, скретчинг) и Павел Хотин (синтезаторы).
Накануне гастролей в Японии, состоявшихся в середине июля 2008 года, музыканты разработали новую программу, которая ляжет в основу шестого студийного альбома проекта.
В 2009 году выступлением Ольги Рождественской и Moscow Grooves Institute открылась концертная программа крупнейшей международной музыкальной выставки MIDEM в Каннах.

## Состав
Борис Назаров — основатель и постоянный участник Moscow Grooves Institute.
Среди последних проектов музыканта — творческий тандем с Михаилом Ефремовым (Борис — автор музыки к спектаклю «Шарманка» по пьесе А. Платонова, поставленному Ефремовым на сцене театра «Современник»), а также сотрудничество с лабораторией Goatika. Участвовал в программе ЛЕВИТАЦИЯ/LEVITATION с Тони Левином и концертных выступлениях Goatika Creative Lab. совместно с Питом Локеттом, Каем Экхардтом, Джорджем Бруксом.
Павел Хотин — музыкант-клавишник.
В 1984—1990 гг. играет в андеграундной арт-панковой группе «Звуки МУ», продюсированием которой на западе занимался Brian Eno.
С 1991 по 1995 гг. участвует в проекте MD&C Pavlov, ставшем победителем гран-при конкурса «Поколение 94».
В 1996-97 гг. — арт-директор клуба «Акватория».
В 1998 г. — музыкальный сопродюсер лейбла Cosmos Production.
C 1996 по 2004 гг. участвует в электронном проекте TETRIS, композиции которого входят в компиляции Café del Mar и Water Music. В 1999—2000 гг. альбомы TETRIS издаются известным английским лейблом Pork Recordings.
С 2005 года по настоящее время играет в группе REUNION «Николай Коперник».
C 2006 года сотрудничает с проектом PAPA Z — TRIO, издаваемым нью-йоркским лейблом Bagpak Music.
Юрий Шульгин — диск-жокей, музыкант, бас-гитарист.
В 1995—2001 гг. получает джазовое музыкальное образование.
В 2004 г. состоялся его первый DJ set; в том же году принимает участие в проекте PAPA Z TRIO как бас-гитарист.
Впоследствии активно сотрудничает с проектом ISCRA DISCO.
В 2008 г. на международном фестивале «Двери в лето», проходящем в Ярославле, был признан лучшим скретч-диджеем.
В своем творчестве Юрий сочетает джаз, фанк, хип-хоп и тернтаблизм.

## Дискография
Альбомы
- Surround Wednesday (Azon, Цитадель | 1997)
- Commercial. Citadel Records | 2000)
- Pizza (Citadel Records | 2001)
- Tangibility (Citadel Records | 2002)
- Ольга Рождественская & Moscow Grooves Institute – На Заре (Citadel Records | 2005)
- Les Étoiles Sont Plus Proches Avec Les Yeux Fermés (Citadel Records | 2006)